# Лукач, Адам
Адам Лукач (род. 25 июня 1996, Будапешт, Венгрия) — венгерский фигурист, выступающий в танцах на льду с Анной Яновской.  Они — двукратные чемпионы Венгрии (2018, 2019), победители Halloween Cup (2018), участники чемпионатов мира (2018, 2019) и Европы (2018, 2019). С бывшей партнёршей Каролиной Мошени они стали двукратными чемпионами Венгрии среди юниоров (2014, 2015).
По состоянию на 24 августа 2019 года пара Лукач / Яновская занимает 31-е место в рейтинге Международного союза конькобежцев (ИСУ).

## Карьера
Адам Лукач начал заниматься фигурным катанием в 2004 году. Его первой партнершей была Сидония Меркварт, с которой он выступал в сезоне 2011/2012 годов.

### Партнерство с Каролиной Мошени
В 2012 году Адам Лукач встал в пару с Каролиной Мошени. Вместе они тренировались у Барбары Фузар-Поли в Милане и у Игоря Шпильбанда в Нови, штат Мичиган. В 2014 году танцевальная пара выиграла чемпионат Венгрии среди юниоров, и была отправлена на чемпионат мира среди юниоров в Софии, Болгария. Лукач и Мошени удалось пройти квалификацию на произвольный танец. В общем зачете пара заняла четырнадцатое место.
30 августа 2015 года Мошени и Лукач объявили, что прекращают сотрудничество. Однако семь месяцев спустя они объявили, что продолжают вместе кататься.

### Партнерство с Анной Яновской
С 2016 года встал в пару с Анной Яновской. Фигуристы стали тренироваться в Москве у прежних тренеров Анны. Пара выступила  Оберсдорфе на Кубке Баварии. Там танцоры заняли место во второй десятке, но заработали техминимум на Чемпионат Европы.
В сентябре 2017 года пара начала олимпийский сезон и выступила в Оберсдорфе. Там они участвовали в турнире Нибельхорн, в котором заняли одиннадцатое место, что не дало им путевку на зимние Олимпийские игры. В октябре пара приняла участие в турнире серии «Челленджер» Ice Star в Минске, где заняла восьмое место. В ноябре на Кубке Вольво, проходящем в Риге, Лукач и Яновская выиграли бронзовые медали. На Кубке Санта-Клауса в Будапеште венгерские танцоры заняли второе место и заработали путевку на Чемпионат Мира. В этом же году спортсмены стали чемпионами Венгрии. В январе пара дебютировала на Чемпионате Европы, где они по результатам двух программ заняли четырнадцатое место. На своем дебютном Чемпионате мира в Милане венгерские танцоры не смогли квалифицироваться на произвольный танец.
В сезоне 2018/2019 годов пара выступила на Mentor Torun Cup и выиграла там бронзовую медаль. В октябре спортсмены приняли участие на турнире серии «Челленджер» Finlandia Trophy, на котором заняли место в середине турнирной таблицы. В этом же месяце венгерская пара выиграла золотую медаль на Кубке Санта-Клауса в Будапеште . На Кубке Вольво в Риге пара заняла  шестое место. Потом на этапе гран при в Москве пара заняла седьмое место. На Рождественском кубке в Будапеште Лукач и Яновская выиграли золотую медаль. На Golden Spin of Zagreb спортсмены заняли пятое место, набрав за две программы 161.40 баллов, что стало их лучшим результатом в карьере. В феврале на Bavarian Open пара вновь заняла 5 место. На континентальном и мировом первенствах венгерские танцоры заняли девятнадцатое место.

## Спортивные достижения
с А. Яновской
| Соревнования                   | 16/17         | 17/18         | 18/19         |
| Международные                  | Международные | Международные | Международные |
| ------------------------------ | ------------- | ------------- | ------------- |
| Чемпионаты мира                |               | 27            | 19            |
| Чемпионаты Европы              |               | 14            | 19            |
| Этапы Гран-при: Rostelecom Cup |               |               | 7             |
| Челленджеры. Finlandia Trophy  |               |               | 8             |
| Челленджеры. Golden Spin       |               |               | 5             |
| Челленджеры. Ice Star          |               | 7             |               |
| Челленджеры. Nebelhorn Trophy  |               | 12            |               |
| Bavarian Open                  | 12            |               | 5             |
| Halloween Cup                  |               |               | 1             |
| Mentor Torun Cup               |               | 3             |               |
| Santa Claus Cup                |               | 2             |               |
| Volvo Open Cup                 |               | 3             | 6             |
| Национальные                   |               |               |               |
| Чемпионаты Венгрии             |               | 1             | 1             |

с К. Мошени
| Соревнования                        | 12/13         | 13/14         | 14/15         |
| Международные                       | Международные | Международные | Международные |
| ----------------------------------- | ------------- | ------------- | ------------- |
| Чемпионаты мира                     |               |               | 18            |
| Чемпионаты Европы                   |               |               | 15            |
| Международные среди юниоров         |               |               |               |
| Чемпионаты мира среди юниоров       |               | 14            | 9             |
| Этапы юниорского Гран-при: Хорватия |               |               | 3             |
| Этапы юниорского Гран-при: Чехия    |               | 6             |               |
| Этапы юниорского Гран-при: Эстония  |               |               | 5             |
| Этапы юниорского Гран-при: Словакия |               | 6             |               |
| Bavarian Open                       |               | 4             |               |
| Ice Challenge                       |               | 1             | 1             |
| Santa Claus Cup                     |               |               | 1             |
| Национальные                        |               |               |               |
| Чемпионаты Венгрии                  | 3J.           | 1J.           | 1J.           |
| J = юниорский уровень               |               |               |               |

с С. Меркварт
| Соревнования                       | 11/12                       |
| Международные среди юниоров        | Международные среди юниоров |
| ---------------------------------- | --------------------------- |
| Чемпионаты мира среди юниоров      | 16                          |
| Этапы юниорского Гран-при: Австрия | 18                          |
| Istanbul Cup                       | 8                           |
| Pavel Roman Memorial               | 16                          |
| Santa Claus Cup                    | 13                          |